# Гремяченский
Гремяченский — ручей в России, протекает по территории Повенецкого городского поселения Медвежьегорского района Республики Карелии. Длина ручья — 10 км, площадь водосборного бассейна — 84 км².

## Общие сведения
Ручей берёт на высоте выше 84 м над уровнем моря и далее течёт преимущественно в юго-восточном направлении.
Ручей в общей сложности имеет четыре малых притока суммарной длиной 12 км.
Впадает на высоте 42 м над уровнем моря в реку Северную Ижмуксу, впадающую в Онежское озеро.
В верхнем течении Гремяченский пересекает трассу А119 («Вологда — Медвежьегорск — автомобильная дорога Р-21 „Кола“»).
Населённые пункты на ручье отсутствуют.
Код объекта в государственном водном реестре — 01040100612202000015805.